# Prothoe auricinia
Prothoe auricinia är en fjärilsart som beskrevs av Hans Fruhstorfer 1913. Prothoe auricinia ingår i släktet Prothoe och familjen praktfjärilar. Inga underarter finns listade i Catalogue of Life.